# Семигіна Тетяна Валеріївна
Семигіна Тетяна Валеріївна — доктор політичних наук, професор, науковець і громадський діяч, член Національного агентства кваліфікацій.
Закінчила у 1997 р. Національний університет «Києво-Могилянська академія» та здобула кваліфікацію «магістр соціальної роботи». Захистила кандидатську дисертацію у 2008 р. на тему «Моделі соціальної політики економічно розвинутих країн: історія та сучасний розвиток», спеціальність «теорія та історія політичної науки» і в 2013 році — докторську дисертацію на тему «Політика охорони громадського здоров'я в Україні у контексті процесів глокалізації (політологічний аналіз)» в Інституті політичних і етнонаціональних досліджень імені І. Ф. Кураса НАН України. У 2010 році отримала вчене звання доцента по кафедрі "Школа соціальної роботи", у 2020 році - вчене звання професора (по кафедрі соціальної роботи та практичної психології).
Працювала завідувачкою кафедри «Школа соціальної роботи» Національного університету «Києво-Могилянська академія» (НаУКМА), професором кафедри соціальної роботи та практичної психології Академії праці, соціальних відносин і туризму, була проректором з наукової роботи Академії праці, соціальних відносин і туризму. У 2019 році була обрана до складу Національного агентства кваліфікацій і працює там на постійній основі з лютого 2020 року.
Була виконавчим секретарем та членом Ради директорів Міжнародної асоціації шкіл соціальної роботи, з 2021 року - довічний член цієї асоціації . Член Європейської соціологічної асоціації. Є членом Галузевої експертної ради зі спеціальності 231 «Соціальна робота» Національного агентства із забезпечення якості вищої освіти.
Авторка та співавторка понад 550 наукових та навчальних праць з питань соціальної політики та соціальної роботи, в тому числі понад 50 англійською мовою. Має  7 підручників та посібників, рекомендованих Міністерством освіти і науки України для студентів вищих навчальних закладів.
Є головним редактором наукових журналів: «Вісник Академії праці, соціальних відносин і туризму», «Науковий часопис Національного педагогічного університету імені М.П.Драгоманова. Серія 22. Політичні науки та методика викладання соціально-політичних дисциплін», членом редколегій кількох наукових видань з соціальної роботи в Україні та закордоном.
Сфера наукових інтересів: соціальна політика, сучасні технології соціальної роботи, висвітлення соціальних питань у ЗМІ.

## Останні публікації
- Семигіна Т. Сучасна соціальна робота. Київ: Академія праці, соціальних відносин і туризму, 2020. 275 с.
- Semigina T., Maidannyk O., Onischyk Y., Zhuravel Y.  Local self-government reforms in Europe: legal aspects of considering the communities' social identity // Tribuna Juridica. 2020. Vol.10. Issue 2. Р. 207-221.
- Семигіна Т. В., Баланюк Ю. В. Розвиток в Україні механізмів державного регулювання системи професійних кваліфікацій // The system of public administration in the context of decentralization of power: Collective monograph. Riga : Izdevnieciba “Baltija Publishing”, 2020. С. 129-146.
- Семигіна Т.В. Європейська практика підтвердження професійних кваліфікацій на основі неформальної освіти // Науковий вісник Південноукраїнського національного педагогічного університету імені К. Д. Ушинського. 2020. Вип.3 (132). С. 57-65.